# Stretton (Derbyshire)
Stretton – wieś w Anglii, w hrabstwie Derbyshire, w dystrykcie North East Derbyshire. Leży 26 km na północ od miasta Derby i 202 km na północny zachód od Londynu.